# Гривіца (Ботошань)
Гривіца (рум. Grivița) — село у повіті Ботошані в Румунії. Входить до складу комуни Кордерень.
Село розташоване на відстані 399 км на північ від Бухареста, 30 км на північ від Ботошань, 121 км на північний захід від Ясс.

## Населення
За даними перепису населення 2002 року у селі проживали 606 осіб, усі — румуни. Усі жителі села рідною мовою назвали румунську.